# 山金丝燕
山金丝燕（学名：Aerodramus hirundinaceus）是雨燕科的一种金丝燕，是新几内亚岛以及附近的卡尔卡尔岛、亚彭岛和古迪纳夫岛的特有种。该物种曾被归为侏金丝燕属（Collocalia）的一种，但现已与其他多种金丝燕组成了金丝燕属。该物种下分三个亚种，指名亚种（A. h. hirundinacea）在新几内亚的大部分地区都可发现，高山亚种（A. h. excelsus）分布于巴布亚省1,600米以上的雪山和查亚峰上，新近亚种（A. h. baru）仅在亚彭岛上有分布。山金丝燕生活在海拔500米到林线之间的高山地带，其自然栖息地为热带的湿润山地森林以及新几内亚的其他多山地区，在高山附近的低地区域亦有少量分布。
山金丝燕是一种中等体型的金丝燕，体长11－13厘米。上半身羽毛呈深棕色，下半身为较浅的灰色。尾羽略有分叉。亚种与指名种略有区别，为，新近亚种（A. h. baru）下半身羽毛偏棕色，上半身羽毛色彩更深；高山亚种（A. h. excelsus）体型较指名亚种更大。与该属的其他鸟类一样，山金丝燕可以回聲定位，用以在繁殖洞穴中导航。
与其他金丝燕属鸟类一样，山金丝燕在洞穴中繁育后代，常用于筑巢的植被有蕨类、植物支根和草叶或地衣，并使用唾液固定形态。喜群居，但据至今对其繁殖洞穴探索的结果显示，其筑巢并不密集。繁殖季节的高峰是每年的10月至12月，但部分鸟巢全年都有亲鸟驻留。山金丝燕每窝一个蛋，雏鸟期为57－74天，是雨燕科中雏鸟期较长的鸟类。该物种的高繁育成功率可抵消雏鸟期较长带来的弱势，据统计，有61%的山金丝燕可成功繁育后代。